# Печера Апокаліпсиса
Пече́ра Апока́ліпсиса (грец. Σπήλαιο Αποκάλυψης) — печера на острові Патмос, Греція, яку церковне передання вважає місцем, де апостол Іван Богослов отримав своє «Об'явлення» (Об.1:9-10).

## Об'єкт Світової спадщини
Печера розташована поруч із монастирем Івана Богослова, разом з яким 1999 р. була включена в число пам'ятників Всесвітньої спадщини ЮНЕСКО.
Над печерою побудовано храм, що має два приділи: просторий в ім'я св. Анни і малий, що охоплює печеру Апокаліпсиса з низьким скелястим склепінням. Власне печера розташована нижче сучасного рівня дороги, і до неї ведуть круті сходи. Безпосередньо над входом до печери зроблено напис: «Це місце, що справляє незабутнє враження, не що інше, як дім Бога; це — двері на Небеса».